# 陸騰
陸 騰（りく とう、生年不詳 - 578年）は、北魏から北周にかけての軍人。字は顕聖。本貫は代郡。高祖父は陸俟。曾祖父は陸帰。祖父は陸弥。父は陸旭。

## 経歴
陸旭の子として生まれた。員外散騎侍郎・司徒府中兵参軍として出仕した。528年（武泰元年）、爾朱栄が洛陽に入ると、陸騰は通直散騎侍郎・帳内都督となった。葛栄討伐に従い、功績により清河県伯の爵位を受けた。531年（普泰元年）、朱衣直閤に転じた。東萊王元貴平の娘の安平公主を妻に迎えた。孝武帝は元貴平の邸に幸したときに陸騰と語り合って喜び、「阿翁は真に好い婿を得た」と評した。すぐさま陸騰は通直散騎常侍に抜擢された。534年（永熙3年）、孝武帝が関中に入ったとき、陸騰はちょうど青州へ使者として赴いていたため、東魏に仕えることとなった。539年（興和元年）、征西将軍の号を受け、陽城郡太守を兼ねた。
543年（大統9年）、西魏軍が東征してくると、陸騰は前線の要衝に拠っていたことから、最初に攻撃を受けた。西魏の兵勢が盛んだったため、長史の麻休が陸騰に降伏を勧めたが、陸騰は許さず、1月あまり城を守って抵抗した。城は陥落し陸騰は捕らえられた。宇文泰は陸騰を釈放して礼遇し、東魏の国内事情を訊ねた。陸騰は東魏の人物や時事を雄弁たくみに語り、宇文泰を喜ばせた。すぐさま帳内大都督に任じられた。しばらくして太子庶子に任じられ、武衛将軍の号を受けた。陸騰は軍功を立てたいと志願し、宮中での職務を望まなかった。547年（大統13年）、車騎大将軍・儀同三司の位を受けた。
552年（廃帝元年）、安康県の黄衆宝らが反乱を起こし、漢中の蕭循と結んで、数万の兵で東梁州を包囲した。陸騰は軍を率いて子午谷から東梁州への援軍に向かい、戦って黄衆宝らを撃破した。凱旋すると、竜州刺史に任じられた。先だって竜州の李広嗣・李武らが反乱を起こしていたので、陸騰は自ら部下を率いて夜襲し、李広嗣らを鼓下で捕らえた。反乱軍の仲間の任公忻がさらに徒党を集めて州城を包囲し、李広嗣と李武の釈放を要求してきたが、陸騰は李広嗣と李武を斬ってその首級を示した。反乱軍の意気は沮喪し、陸騰が出撃すると、全員捕らえられた。
556年（恭帝3年）、陸騰は驃騎大将軍・開府儀同三司の位を受け、江州刺史に転出し、上庸県公の爵位を受けた。陵州木籠の獠族が反抗したことから、陸騰はその討伐を命じられた。獠族は難攻不落の山城を築いていたため、陸騰は城下で声楽や雑伎を催して、戦う気のないそぶりを示した。獠族は武器を棄て、妻子を連れて観楽に誘い出された。陸騰は獠族の油断ぶりを知ると、ひそかに兵を攻め上らせ、獠族を撃破し、1万人を斬首し、5000人を捕らえた。
北周の明帝の初年、陵州・眉州・戎州・江州・資州・邛州・新州・遂州の諸民族と合州の張瑜兄弟が反乱を起こし、数万人を集めて、郡県を攻め落とした。陸騰は兵を率いてこの反乱を討ち、潼州刺史に転出した。559年（武成元年）、明帝に召し出されて入朝し、斉公宇文憲に従って入蜀するよう命じられた。隆州刺史に任じられ、宇文憲とともに入蜀した。趙公宇文招が宇文憲に代わって入蜀したが、陸騰は請われて留任した。
561年（保定元年）、隆州総管に転じ、刺史を兼ねた。562年（保定2年）、資州の槃石民が反乱を起こし、郡の太守を殺害したが、資州の軍はこれを鎮圧することができなかった。陸騰は軍を率いて反乱軍を撃破した。少数民族の兵が各所で蜂起していたが、山路が険阻で討伐は難しかったため、陸騰は山川の形勢を量って道を切り開いた。少数民族たちは討伐を恐れて、服属を願い出た。開かれた道では、多くの古銘が得られ、諸葛亮や桓温の旧道であることが判明した。この年、鉄山の獠族が内江路を遮断した。そこで陸騰は進軍してこれを討つことにした。鉄山に到着する寸前に、偽って軍を返した。獠族は陸騰を恐れるに足らずとみなし、防備を怠った。陸騰はその不意をついて出撃した。1日に3城を下し、その首領を斬って、3000人を捕らえ、3万戸を降伏させた。
武帝は陸騰の母が北斉にいることから、陸騰を東征に参加させていなかった。たまたま陸騰の親族で北斉から北周に帰順した者がいたことから、晋公宇文護が偽って「斉は無道にも君の家族を処刑した」と陸騰に告げさせた。陸騰は血の涙を流して復讐を誓った。564年（保定4年）、斉公宇文憲が晋公宇文護とともに東征することととなり、陸騰を副将として求めた。このとき趙公宇文招が蜀におり、陸騰を蜀の地に留めようとした。宇文護は「いま朝廷は斉公に命じて河洛を掃蕩しようとしています。陸騰を同行させたいので、支障がなければわたしにお貸しいただきたい」と宇文招に手紙を書いた。そこで宇文招は陸騰に入朝するよう命じ、陸騰は宇文憲の副将として東征に参加した。565年（保定5年）、司憲中大夫の位を受けた。
566年（天和元年）、信州の少数民族が長江の三峡に拠って北周に叛き、白帝城を陥落させ、開府の楊長華を殺害した。その首長の冉令賢や向五子王らは王侯を自称した。陸騰は王亮や司馬裔らを率いてこの反乱を討つことになった。陸騰はまず益州に赴くと、楼船を準備して、外江を下った。
冉令賢は水邏城の堀を浚渫して、防御を固めていた。冉令賢は長男の冉西黎と次男の冉南王を分遣して、長江の南の要地に10城を建て、涔陽の少数民族と結んで援軍として呼び寄せた。冉令賢は精鋭を率いて、水邏城を固く守った。陸騰は軍を湯口に集結させると、開府の王亮を分遣して長江を南に渡らせた。王亮は10日ほどのうちに8城を攻め落とし、反乱軍の将帥の冉承公と生口3000人を捕らえ、部衆1000戸を降伏させた。長江の南側を平定すると、陸騰は数道に分かれて水邏城に向かった。途中に石壁城が立ちはだかり、その峻険さに兵が尻込みしたので、陸騰は鎧を着て先頭に立ち、悪路を踏破した。陸騰はかつて隆州総管をつとめていたことから、反乱軍の将帥の冉伯犁・冉安西と冉令賢の仲が悪いことを知っていた。そこで陸騰は冉伯犁らに誘いをかけ、多くの金帛を贈ると、冉伯犁らは喜んで道案内をつとめた。ときに冉令賢は兄の子の冉龍真を石勝城に拠らせていた。陸騰はひそかに冉龍真に誘いをかけ、水邏城を平定したときには、冉令賢に代わって冉龍真を城主とすると約束した。冉龍真は喜んでその子を陸騰のところに派遣したので、陸騰はこれを厚く礼遇し、金帛を与えた。冉龍真が油断しきったところ、陸騰は馬に枚を噛ませ、2000人を派遣して夜間に進軍させた。冉龍真は防戦できず、石勝城は陥落した。明け方には陸騰の兵は水邏城に到達した。反乱軍は大混乱して、1万人あまりが斬首され、1万人が捕らえられた。冉令賢は逃走したが、追いつかれて捕らえられ、その子弟たちとともに斬られた。司馬裔は別に二十数城を下し、反乱軍の将帥の冉三公らを捕らえた。陸騰は水邏城の側に骸骨を積んで、京観を築いた。
このころ向五子王は石黙城に拠り、その子の向宝勝には双城に拠らせていた。水邏城が陥落すると、陸騰は使者を派遣して降伏を勧めたが、向五子王は命に従わなかった。陸騰は王亮を派遣して牢坪に駐屯させ、司馬裔を双城に向かわせて攻略を図った。陸騰は敵の逃走を予測して、あらかじめ先に回り込んで柵を立てさせていた。案の如くに逃走した反乱軍をほしいままに撃破した。向五子王を石黙で捕らえ、向宝勝を双城で捕らえ、向氏の首領たちをことごとく斬り、1万人を生け捕りにした。信州の旧治は白帝城にあったが、陸騰は劉備のときの故宮城の南に築城して、信州の州治を置いた。さらに巫県・信陵県・秭帰県に築城して防備を固めた。
涪陵郡太守の藺休祖が楚州・向州・臨州・容州・開州・信州にまたがる地方に割拠して、北周に叛いた。陸騰はこの反乱を討つこととなった。緒戦で2000人あまりを斬首し、1000人あまりを捕らえた。しかし反乱軍の数は多く、夏から秋にかけて連日戦って、兵は疲れ食糧は尽きてきた。やむなく集市に軍を停めて、戦略を練り直すこととなった。反乱軍は陸騰が出撃してこないため、四方で跳梁した。そこで陸騰は味方を励まし、魚令城を攻め落とした。これにより大量の食糧を鹵獲し、軍資を充実させることができた。銅盤など7柵を攻め破り、前後して4000人を斬りあるいは捕らえ、戦艦を鹵獲した。臨州と集市に2城を築き、反乱を鎮圧させた。陸騰自らは竜州にあり、前後して諸反乱を鎮圧した。これにより巴蜀の地は全て平定され、陸騰の功績を記念して碑が立てられた。
569年（天和4年）、陸騰は江陵総管に転じた。陳の将軍の章昭達が5万の兵と2000隻の艦隊を率いて江陵を包囲した。衛王宇文直は陳軍の進攻を聞くと、趙誾・李遷哲らの援軍を派遣して、陸騰の指揮下に編入させた。李遷哲らは江陵の外城を守っていたが、陳の程文季・雷道勤らが夜襲を仕掛けてくると、李遷哲らは混乱して、抗戦不能に陥った。陸騰はその夜のうちに城門を開いて出撃し、陳軍を撃破した。陳軍は潰走し、雷道勤は流れ矢に当たって戦死し、200人あまりが捕らえられた。陳軍は龍川の寧邦堤を決壊させ、水を引き込んで江陵城にそそがせた。陸騰は自ら将士を率いて西堤で戦い、陳軍を撃破し、数千人を斬首した。陳軍は敗走した。571年（天和6年）、陸騰は位を柱国に進められ、爵位を上庸郡公に進められた。
573年（建徳2年）、長安に召還されて大司空に任じられた。574年（建徳3年）、涇州総管として出向した。578年（宣政元年）冬、長安で死去した。本官のまま并汾等五州刺史の位を追贈された。重ねて大後丞の位を贈られた。諡を定といった。

## 子女
- 陸玄（後嗣、字は士鑑、北斉に仕えて奉朝請となり、成平県令をつとめた。北周が北斉を滅ぼすと、地官府都上士の位を受けた。楊堅の下で相府内兵参軍となった）
- 陸融（字は士傾、若くして顕職を歴任し、大象年間に大将軍・定陵県公に上った）

## 伝記資料
- 『周書』巻28 列伝第20
- 『北史』巻28 列伝第16